# SN 2000A
SN 2000A – supernowa typu Ia odkryta 1 stycznia 2000 roku w galaktyce M+01-59-81. W momencie odkrycia miała maksymalną jasność 16,50m.